# Гайтер (селище)
Гайте́р (рос. Гайтер) — селище у складі Комсомольського району Хабаровського краю, Росія. Входить до складу Гайтерського сільського поселення.

## Населення
Населення — 37 осіб (2010; 52 у 2002).
Національний склад (станом на 2002 рік):
- росіяни — 92 %